# East Harlem
East Harlem, também conhecido como El Barrio ou Spanish Harlem, é um bairro em Manhattan na cidade de Nova Iorque, no estado de Nova Iorque, nos Estados Unidos. A maioria de sua população é formada de latino-americanos.
Harlem é uma das maiores comunidades de predominância latina em Nova York. Isso inclui a área anteriormente conhecida como Harlem Italiano, em que os restos de uma comunidade, uma vez grande permanecem. A comunidade latino-americana cresceu rapidamente após os anos de 1950 e ao final dos anos 60 já compunha a maior parte da população.

## Questões sociais
Os problemas sociais associados à pobreza, ao crime, à toxicodependência, afeta a área há algum tempo. Os índices de criminalidade caíram significativamente, mais de 70% desde 1990 nas duas delegacias que cobrem o East Harlem.[carece de fontes?]

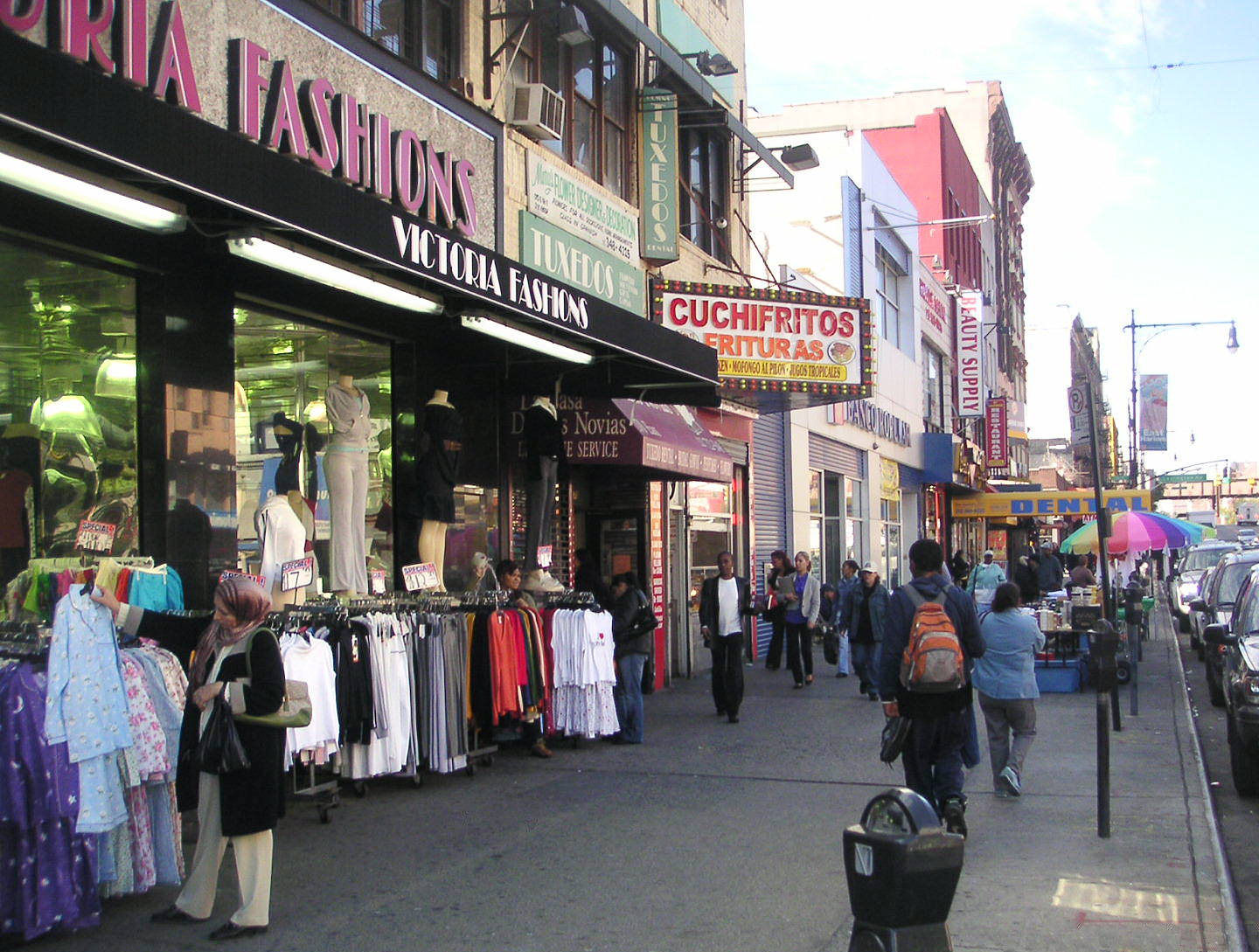
116ª avenida, localizada em East Harlem.